# ウィリアム・ラム (第2代メルバーン子爵)
第2代メルバーン子爵ウィリアム・ラム（英語: William Lamb, 2nd Viscount of Melbourne, PC PC (Ire) FRS、1779年3月15日 - 1848年11月24日）は、イギリスの政治家、貴族、弁護士。
グレイ伯爵退任後のホイッグ党を指導し、ホイッグ党政権の首相を2度にわたって務めた（第1次：1834年、第2次：1835年-1841年）。ウィリアム4世の治世からヴィクトリア朝初期にかけて保守党（トーリー党）党首ロバート・ピールと政権を奪い合った。ヴィクトリア女王即位時の首相であり、女王の寵愛を受けた。1842年に政界の第一線を退き、代わってジョン・ラッセル卿がホイッグ党を指導していく。

## 概要
1779年にメルバーン子爵家の次男として誕生。ケンブリッジ大学トリニティ・カレッジへ進学。さらにリンカーン法曹院で学び、弁護士となる。1805年に兄が死にメルバーン子爵家の跡取りとなる。また同年にキャロライン・ポンソンビーと結婚した（→生い立ち）。
1806年に庶民院議員に初当選。初めホイッグ党に所属していたが、1816年からトーリー党へ移籍した。妻キャロラインの不倫事件で著名となる（→若手議員）。
1827年のジョージ・カニング内閣でアイルランド担当大臣を務めた。1828年のカニングの死後、カニング派と呼ばれるカニングの路線を継承する派閥に加わる。ウェリントン公爵内閣では他のカニング派閣僚とともに首相ウェリントン公爵の守旧的方針に反発して辞職した（→トーリー党政権の閣僚）。
その後、ウィリアム・ハスキソン指導下のカニング派に属して野党となった。1828年に爵位を継承し、貴族院議員となる。1830年のハスキソンの死後にはカニング派を継承。ホイッグ党との連携を推進し、同年11月にはウェリントン公爵内閣を倒閣した（→カニング派としての野党期）。
代わって成立したホイッグ党政権のグレイ伯爵内閣に内務大臣として入閣。同内閣で行われた第一次選挙法改正をめぐっては慎重派だった（→ホイッグ党政権の閣僚）。
1834年7月にグレイ伯爵が首相を辞職すると代わって組閣の大命を受け、第一次メルバーン子爵内閣を組閣した。しかし国王ウィリアム4世と人事案をめぐって対立を深め、同年11月に罷免された（→第一次メルバーン子爵内閣）。
後任の保守党政権第1次ピール内閣を1835年4月に総辞職に追い込み、第二次メルバーン子爵内閣を成立させた。改革を抑えることを条件に与党攻撃を控えるという協約を野党保守党と結んで政権運営を行った（→組閣までの経緯）。1837年6月に即位したヴィクトリア女王から相談役として信頼され、寵愛を受けた（→ヴィクトリア女王即位）。1838年に盛り上がった労働者運動チャーティズム運動は徹底的に弾圧した（→チャーティズム運動取り締まり）。1839年5月には議会掌握の行き詰まりで辞表を提出したが、後任ピールの寝室女官人事を女王が拒否する事件があったため、メルバーンが続投することになった（→寝室女官事件）。在任中、外務大臣パーマストン子爵の主導で阿片戦争や第一次アフガン戦争を開始し、またベルギー独立革命や第二次エジプト・トルコ戦争の仲裁を行った（→外交問題）。1841年6月の解散総選挙にホイッグ党が敗れた結果、総辞職した（→総辞職）。

首相退任の翌年1842年にホイッグ党党首の座をジョン・ラッセル卿とランズダウン侯爵に譲った。退任後も女王と親密だったが、女王の相談役は夫アルバート公子に転じつつあったため、宮中での影響力も低下していった。1848年に死去（→首相退任後）。

## 経歴

### 生い立ち

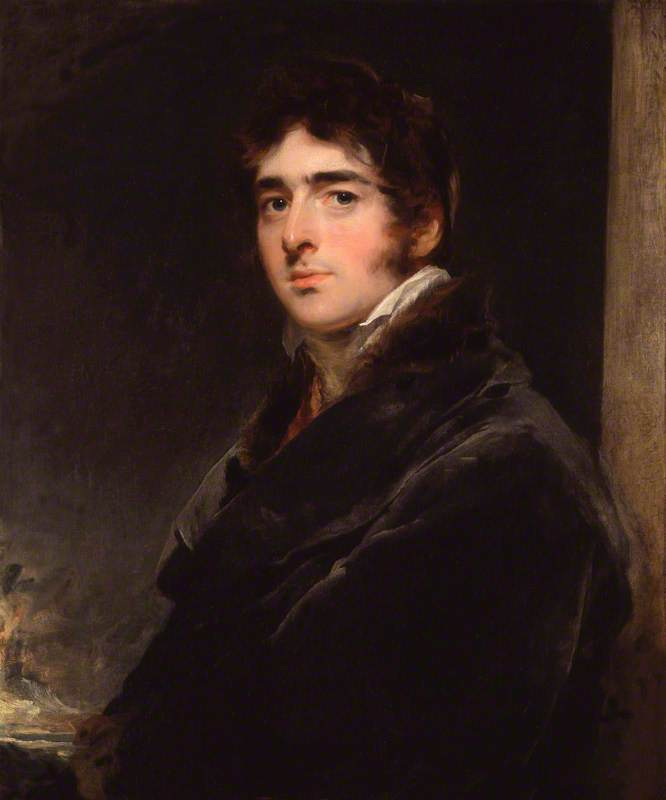
若い頃の肖像画（トマス・ローレンス画）

1779年3月15日、初代メルバーン子爵ペニストン・ラムの次男としてロンドンに生まれた。母はその夫人エリザベス。
母の浮気相手エグルモント伯爵の子とも言われる。ラム家は代々ホイッグ党支持の家系であった。
イートン校を経てグラスゴー大学やケンブリッジ大学トリニティ・カレッジで学ぶ。その後、リンカーン法曹院に入学し、1804年に弁護士資格を取得した。
ウィリアムは次男であり、メルバーン子爵位の継承者として期待されていなかったが、1805年の兄ペニストンの死により跡取りとなった。同年にベスバラ伯爵の娘で小説家のキャロライン・ポンソンビーと結婚した。

### 若手議員
1806年にレオミンスター選挙区から初めて庶民院議員に当選した。所属政党は当初ホイッグ党だったが、1812年にはカトリック解放を支持したために落選の憂き目を見た。
1816年に再選された際にトーリー党へ移籍した。トーリー党内の自由主義派であるジョージ・カニングの支持者になっていった。

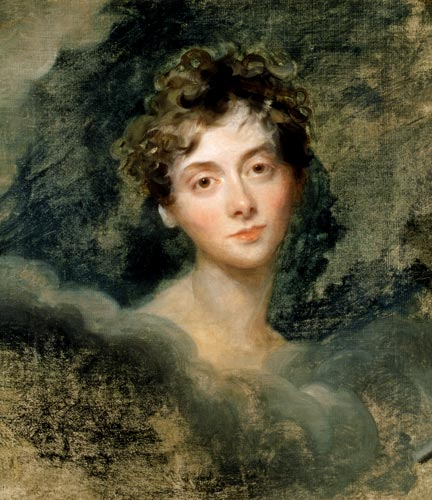
妻キャロライン

彼の名前が一般に知れ渡ったのは、1812年の妻キャロラインの醜聞のせいだった。キャロラインがウィリアムの友人であった詩人バイロン男爵との不倫に走ったのである。この結果、2人は1825年に離婚した。
一方でウィリアム自身も国王ジョージ4世の放蕩仲間であり、多くの女性と関係した。二人の女性から離婚をめぐり訴えられたことがあるほどである。

### トーリー党政権の閣僚
1827年4月にトーリー党穏健派とホイッグ党穏健派による連立政権ジョージ・カニング内閣が誕生すると、そのアイルランド担当大臣（閣外大臣）となった。
8月にカニングが急死し、ゴドリッチ子爵の短期政権を経て、1828年1月にトーリー党守旧派のウェリントン公爵の内閣が発足した。この内閣にも一応残留したウィリアムだったが、彼はカニング派と呼ばれるカニング首相の路線を支持する派閥に属していた。カニング派はカトリック問題や選挙法改正問題をめぐってウェリントン公爵と対立を深めていき、結局1828年6月には陸軍・植民地大臣ウィリアム・ハスキソン、陸軍・植民地省事務長官パーマストン子爵、外相ダドリー伯爵、商務相チャールズ・グラント(後のグレネルグ男爵)ら他のカニング派閣僚とともに辞職した。

### カニング派としての野党期
下野後は、ハスキソンをリーダーとするカニング派の中の最大派閥ハスキソン派に属した。
1828年7月22日に父の死去によりメルバーン子爵位をはじめとする爵位を継承。メルバーン子爵位はアイルランド貴族爵位だが、受け継いだ爵位の中には連合王国貴族のメルバーン男爵位もあったため、貴族院へ移籍することとなった。
1830年9月にハスキソンが鉄道事故死するとパーマストン子爵とともにカニング派ハスキソン派のリーダーとなった。メルバーン卿とパーマストン卿は早速ホイッグ党のホランド男爵とロンドンで会合し、両党の協力を確認した。野党の結束のもと、11月15日には王室費反対動議を可決させてウェリントン公爵内閣を総辞職に追い込んだ。

### ホイッグ党政権の閣僚
ホイッグ党嫌いの国王ジョージ4世の崩御と野党勢力の結集により、1830年11月にホイッグ党・旧カニング派、トーリー分派の連立によるグレイ伯爵内閣が成立した。メルバーン子爵はこの内閣に内務大臣として入閣した。
内閣の最優先の目標は選挙法改正であった。しかしどの程度の改正を行うかは閣内でも意見の差があった。大法官ブルーム男爵や王璽尚書ダラム男爵、陸軍・植民地省事務長官ジョン・ラッセル卿は積極的な改正を希望していたが、メルバーン子爵や外相パーマストン子爵は最低限度の改正を希望していた。
しかしグレイ伯爵の指導力により内閣は分裂することなく1832年6月に第一次選挙法改正を達成した。

### 第一次メルバーン子爵内閣

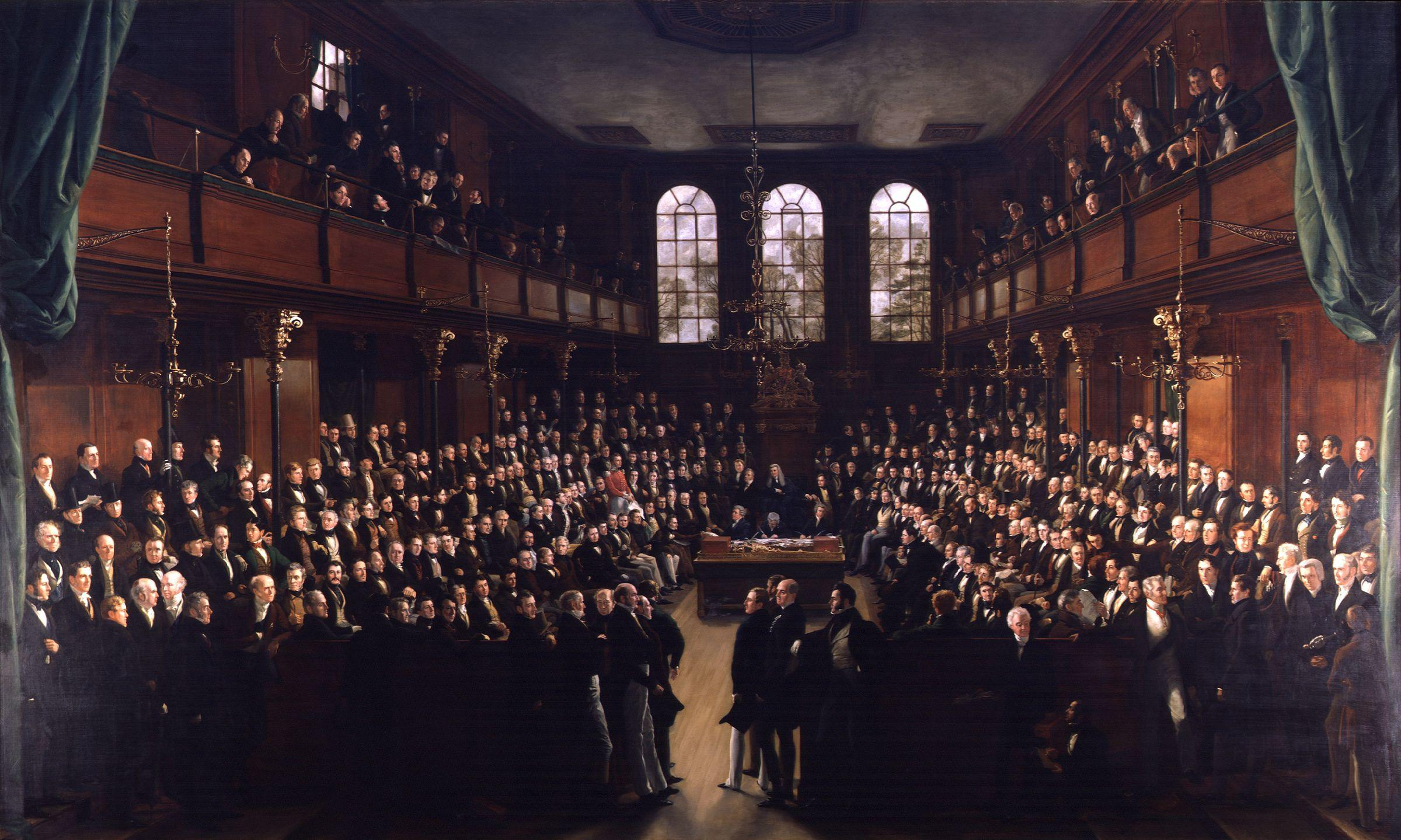
1833年の庶民院を描いた絵

1834年5月のアイルランド国教会に収められる教会税の転用問題をめぐって閣内は分裂し、転用に反対する陸軍・植民地大臣スタンリー卿（後のダービー伯爵）らホイッグ党右派が離党したことでグレイ伯爵内閣は1834年7月に総辞職した。グレイ伯爵は国王ウィリアム4世に後任の首相としてメルバーン子爵を推挙した。これは退任する首相が後任の首相を国王に推挙した初めての事例となった。
しかしホイッグ左派のジョン・ラッセル卿を庶民院院内総務にすることに反対した国王ウィリアム4世とメルバーン子爵の対立が深まり、国王は1834年11月14日にはメルバーン子爵を罷免したため、この第一次メルバーン子爵内閣は短命政権に終わった。
もっともメルバーン子爵にとって罷免は計算のうちであったという。というのも少数党の保守党（トーリー党）政権をわざと誕生させることでその無能さを晒し、すぐに政権復帰して政権の安定化を図ることができると考えられたからである。

### 第二次メルバーン子爵内閣

#### 組閣までの経緯
ウィリアム4世は保守党のウェリントン公爵に大命を与えたが、ウェリントン公爵は保守党庶民院院内総務サー・ロバート・ピールを推挙し、イタリア訪問中のピールが戻るまでの暫定という条件で組閣した。1834年12月に第1次ピール内閣が樹立された。
ピール首相はウィリアム4世の薦めで解散総選挙を行い、保守党の議席を多少回復させたものの、選挙後にメルバーン子爵はホイッグ党・急進派・オコンネル（アイルランド独立）派の野党共闘関係を成立させ、アイルランド教会税問題で1835年4月にピール内閣を総辞職に追い込んだ。
ウィリアム4世はメルバーン子爵を嫌い、信頼するグレイ伯爵に組閣の大命を与えようとしたものの、高齢により政界引退を決意していたグレイ伯爵は大命を拝辞し、代わりにメルバーン子爵に大命を与えるよう助言した。その結果第二次メルバーン子爵内閣が成立した。
保守党は、急進派やオコンネル派が求める過激な改革を行わない限りホイッグ党政権を攻撃しないことをメルバーン政権と密約で約定した。メルバーン子爵政権はこの密約を基礎として保守党と急進派・オコンネル派の間で均衡をとりながら6年にわたって政権を担当することになった。

#### ヴィクトリア女王即位

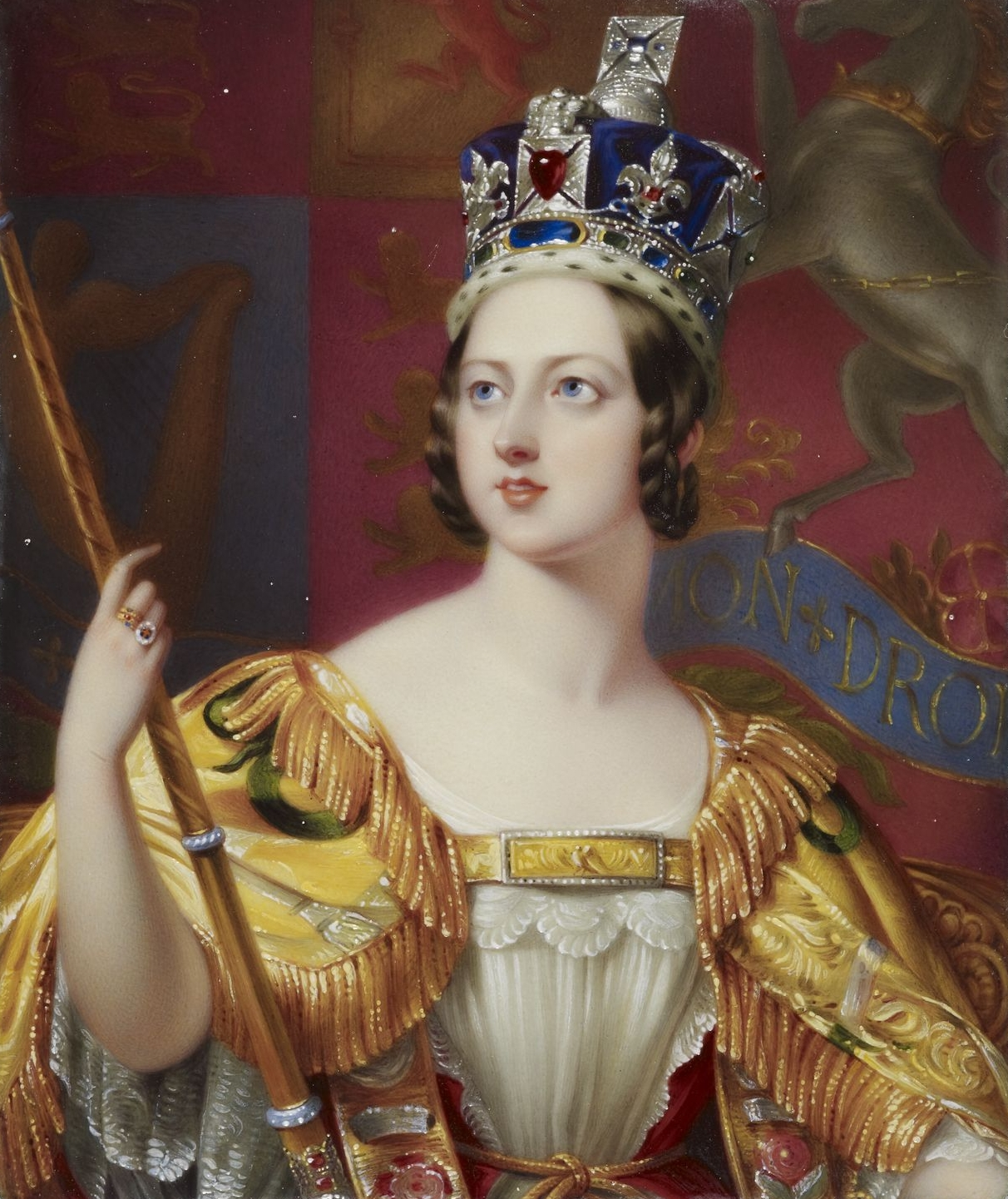
若き女王ヴィクトリア

1837年6月20日深夜にウィリアム4世が崩御した。首相メルバーン子爵は同日午前9時に国王の姪で推定王位継承者ヴィクトリア王女のいるケンジントン宮殿に参内した。ヴィクトリアの引見を受け、引き続き国政を任せるとの言葉を賜った。
ヴィクトリアは5月24日に18歳となり、成人を迎えて、母ケント公妃や母のアドバイザーであるケント公爵家家令サー・ジョン・コンロイの影響下から脱したばかりであり、自らのアドバイザーを必要としていた。その役割を果たすことになったのがメルバーン子爵だった。女王は彼に、わずか生後8ヶ月で死別した父ケント公の面影を見いだして慕い、彼もその頃息子を亡くしていたのだった。メルバーン子爵はウィンザー城に私室を与えられていたため、女王は40歳年上の首相と結婚するつもりなのかと噂がたてられた。
メルバーン子爵は一日のほとんどを宮廷ですごし、様々な問題でヴィクトリアの相談に乗り、半ばヴィクトリアの個人秘書になっていった。彼の洗練されたマナーと話術はヴィクトリアを魅了して止まなかった。二人は毎日6時間は額を突き合わせて過ごしたといい、君臣の関係を越えて、まるで父娘のような関係になっていった。
この頃の女王の日記にも毎日のように「メルバーン卿」「M卿」の名前が登場する。ヴィクトリアがはじめて貴族院に出席して議会開会宣言を行った日の日記には「彼が玉座の側に控えていてくれるだけで安心できる。」と書かれている。

#### チャーティズム運動取り締まり
1838年には労働者運動が盛んになり、「劣等処遇の原則」を盛り込もうとする救貧法改正に反対する運動と工場法改正による10時間労働の法文化を求める運動が拡大してイングランド北部を中心にチャーティズム運動が形成されるようになった。
1838年5月にはウィリアム・ラベットによって「人民憲章」が提唱され、チャーティズム運動の旗印となった。チャーティズム運動は、人民憲章支持の署名を国民から集めて、1839年7月に議会に請願するという形で進展していった。
ところが急進派も含めて議会のほぼ全議員がこの請願を拒否した。メルバーン子爵も政治改革はあくまで議会内で行われるべきと考えており、こうした議会外からの圧力運動には抑圧の姿勢で臨んだ。メルバーン子爵は1839年から1840年にかけて500人のチャーティズム運動指導者を逮捕させている。

#### 寝室女官事件

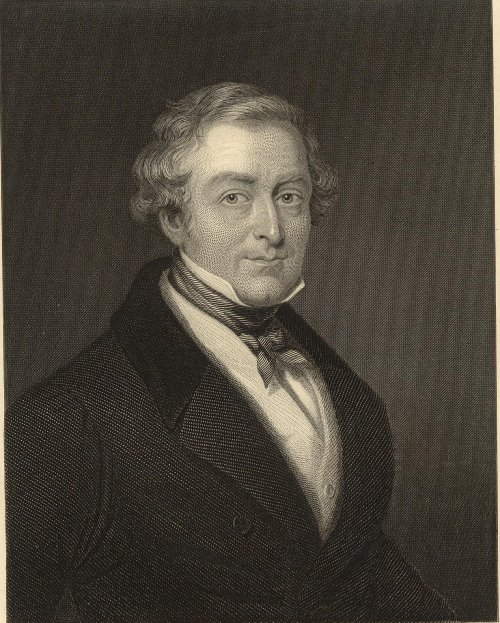
保守党の第2代準男爵サー・ロバート・ピール

1839年5月初めにメルバーン子爵が議会に提出した英領ジャマイカの奴隷制度廃止法案は庶民院を通過したものの、わずか5票差という僅差であったため、メルバーン子爵は自らの求心力の低下を悟り、5月7日にヴィクトリアに辞表を提出した。ヴィクトリアの衝撃は大きく、泣き崩れたという。
代わって組閣の大命を受けた保守党庶民院院内総務サー・ロバート・ピール準男爵は、現在ホイッグ党の議員の妻で占められる宮中の女官を保守党の議員の妻に代えることを提言して、女王に拒否された。これにより女王とピールの間で寝室女官人事権をめぐって政治闘争が勃発した（寝室女官事件）。
メルバーン卿は女王への書簡の中で「（女官人事は）陛下個人の事柄なので、陛下のご希望通り主張されるべき。しかしもしサー・ロバートが譲歩できぬなら、拒絶して交渉を長引かせるべきではない」と助言した。しかし女王もピールも一歩も引かず両者の対立が深まると、メルバーン卿はピールの強引な態度に反感を持ち、ホイッグ党幹部会にも諮ったうえで女王支持を表明した。
結局ピールは5月12日にも組閣の大命を拝辞し、メルバーン卿が首相続投することに同意した。翌13日には保守党貴族院院内総務ウェリントン公爵もメルバーン卿の政権運営に協力することを表明した。
メルバーン子爵もこの事件が立憲主義に抵触する可能性があると理解しており、留任は複雑な気持ちであったという。
この後もメルバーン子爵とヴィクトリア女王の親密な関係は続いたが、次第に女王の相談役は1840年に女王と結婚したアルバート公子になっていたため、メルバーン子爵の宮廷内の影響力は徐々に小さくなっていった。
ただ、メルバーン子爵も手をこまねいていた訳ではなく、自身の秘書官ジョージ・アンソンをアルバート公子の秘書官に推挙するなど、宮廷への影響力保持に努めている。メルバーン子爵の息のかかった人物を押し付けられた形になったアルバート公子は、女王に不満をこぼした。しかし、アンソンは公平な態度で公子と有力政治家との間を支え、二人は強い信頼関係を築いていった。アンソンとともに政治経験を重ねたアルバート公子はメルバーン子爵の死後、女王に最も影響力を及ぼす立場となった。

#### 外交問題
メルバーン子爵が首相在任中、外交問題は慌ただしかった。ベルギー独立革命をめぐる国際紛争の仲裁、第二次エジプト・トルコ戦争によって起きた国際紛争の仲裁（第二次東方問題）、アメリカとの国境紛争、清に自由貿易を強要するために発動したアヘン戦争、ロシアの南下政策への対抗のために発動した第一次アフガン戦争と外交紛争がたてつづけに起きた。外交問題は基本的に外相であったパーマストン子爵に全幅の信頼をおいて任せていた。パーマストン子爵はメルバーン首相の妹と長年の愛人関係の末結婚しており公私共に親しい間柄であった。
しかしパーマストン外交のうち第一次アフガン戦争は散々な失敗に終わり、内閣崩壊の原因ともなった。

#### 総辞職へ
1841年4月に穀物法廃止（穀物自由貿易）運動への譲歩で政権の延命を狙ったが、地主など農業利益の代弁者たちの反発を買い、1841年4月に提出した砂糖関税低減の法案は議会で否決された。内閣信任相当の法案の否決は総辞職か解散総選挙すべきであったが、メルバーン子爵はそのまま政権に居座った。これに対抗してピールは6月に内閣不信任案を提出し、1票差で可決された。これを受けてメルバーン子爵は解散総選挙に打って出たが、敗北した。
メルバーン子爵内閣は1841年8月に内閣総辞職することとなった。保守党への政権交代を前にしたメルバーン子爵は、アルバート公子を仲介役としてピールと交渉することに決めた。アルバート公子はアンソン秘書官を通じてピールと連絡をとり、両者は「保守党政権樹立に伴い、ホイッグ派の女王の女官は退き、ピールが推挙した女官を据えること」に合意に達した。
こうしてピール政権はスムーズに発足することができた。

### 首相退任後
首相退任の翌年1842年に病に倒れたことでホイッグ党党首職とホイッグ党貴族院院内総務職からも退任した。後任となったのはジョン・ラッセル卿（庶民院）とランズダウン侯爵（貴族院）だった。
首相を退いたのちも女王との文通は続いた。文通では女王と政治の問題を議論し、退任したにもかかわらず官吏任命について意見もした。そのため、メルバーン子爵が「ヘイツベリー男爵は有能なので駐オーストリア大使とすべき」と推すと、女王は外務大臣に「有能なヘイツベリー卿をなにか重要な任務に就かせよ」と要求した。これを知ったシュトックマー男爵（侍医、アルバート公子の顧問）は驚き、アンソン秘書官を派遣して「非立憲的である」と戒めた。行動を諫められたメルバーン子爵はアンソン秘書官に怒りを爆発させ、その後もお構いなしに女王と文通を続けた。しかしシュトックマー男爵は諦めず二度も諫言を続けると、メルバーン子爵の女王への手紙は次第に毒にも薬にもならない内容に変わっていったという。
1845年7月にグレイ伯爵が死去するとメルバーン子爵が一番の「長老政治家」になった。
1845年末にはピール内閣が穀物法廃止をめぐって閣内分裂状態になり、総辞職の意向を表明した。ホイッグ党党首ジョン・ラッセル卿の指導力に不安を感じたヴィクトリア女王はメルバーン子爵の力を借りたがっていたが、その頃には彼の病状はだいぶ深刻化しており、ヴィクトリア女王の下へ参内することさえ困難になっていたため、政局を主導することはできなかった（またそもそもメルバーン子爵は穀物法廃止に反対だった）。
結局ピール内閣は1846年6月に穀物法を廃止できたが、保守党は分裂して総辞職を余儀なくされ、ジョン・ラッセル卿に組閣の大命があり、ホイッグ党が政権を奪還した。しかし老いたメルバーン子爵にラッセル首相からの入閣の打診はなかった。
1848年11月に69歳で死去した。メルバーン子爵の逝去の数日前、ヴィクトリア女王は叔父のベルギー国王レオポルド1世に「メルバーン卿が善良で親切で愛情深い方であったことは決して忘れられません。…(中略)…あの頃がまた帰ってきてほしいとは全く望みませんけれど…」と書き送っている。
一男一女がいたが共に先立たれ、メルバーン子爵の爵位は弟フレデリック・ラムが継承した。

## 人物

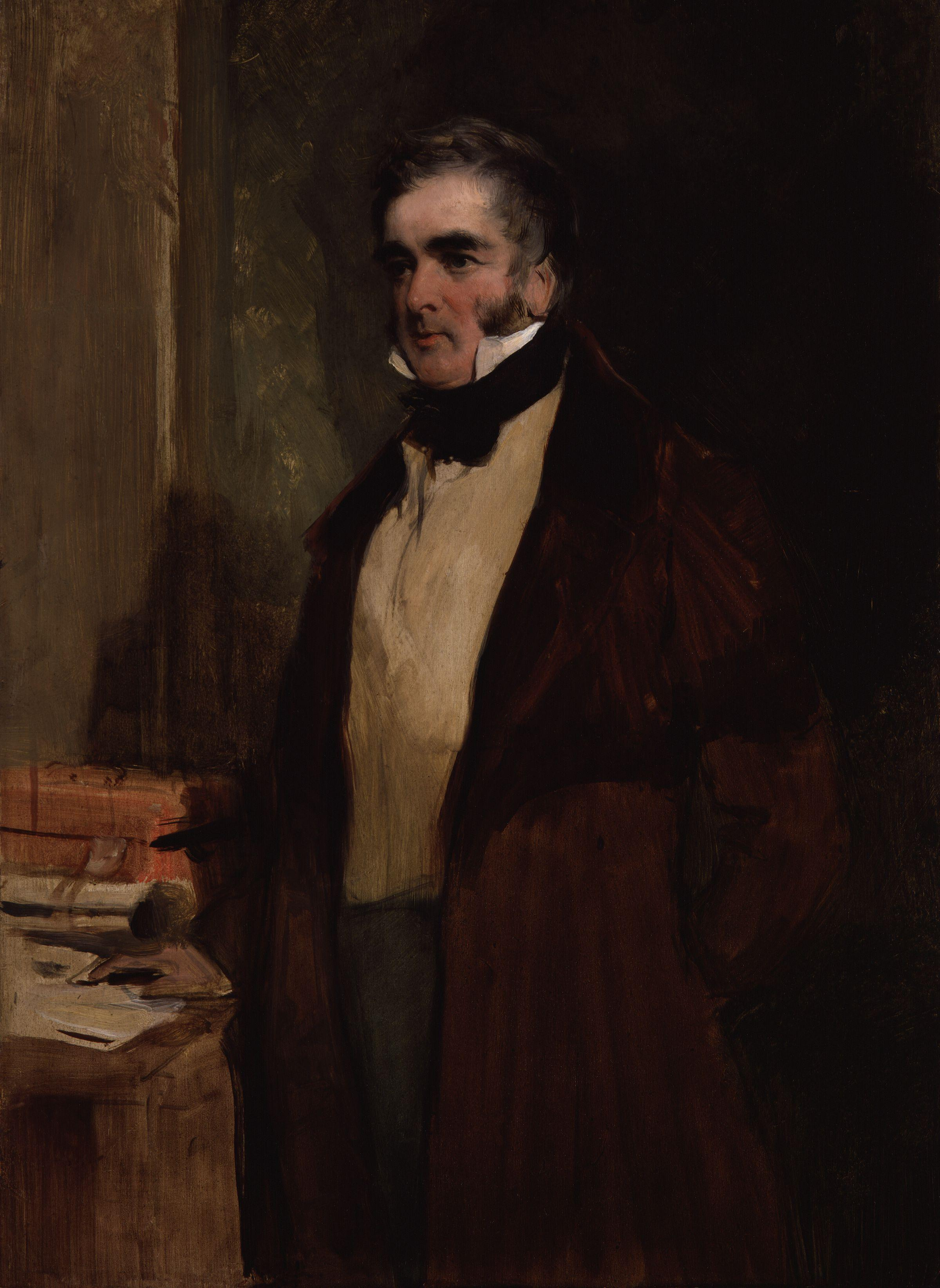
メルバーン子爵の肖像画

ホイッグ党党首だが、内部分裂のために庶民院でギリギリの票しか集められない首相だった。そのため彼の政治的スタンスは保守党よりだった。
宗教も進歩も信じず、何に対しても価値を認めない人だった。社会改革は最悪の事態を招くと考えており、「善行などという考えは起こさないだけマシである。そうすれば窮地に陥る事もない」、「『悪人』というだけで毛嫌いするべきではない。その範疇に入る者はあまりに大勢いすぎる」と述べている。
「政府の責務とは犯罪を防止し、契約を保障することに尽きる」と語っていた。メルバーン卿によれば、教育の普及など良くて無益、貧者に教育を与えるのはむしろ危険なことであった。自由貿易は欺瞞であり、民主主義などという物は馬鹿の骨頂だった。工場で労働する貧しい子供たちについては「ああ、そんなものはただそっとしておいてやればいいいのにねぇ！」で終わりだった。このように徹底した保守主義者・貴族主義者だったにもかかわらず、彼は反動ではなかった。内務大臣時代に選挙法改正を受け入れたように政権維持に必要と判断すれば平然と改革を行う狡猾な機会主義者だった。
ヴィクトリアの宮廷では品行方正に恭しくヴィクトリアに仕えたメルバーン子爵だが、首相の職務はかなりいい加減にやっていたという。呼び出された高官がメルバーン子爵の部屋に入るとメルバーン子爵は本などが散らばるベッドの中で寝転がっていたり、化粧室でヒゲを剃っていたりしたという。また閣議の際に居眠りすることもあった。
話術が巧みだったので社交界では魅力的な人であったという。

## 栄典

### 爵位・準男爵位
1828年7月22日に死去した父から以下の爵位・準男爵位を継承した。
- キャヴァン県キルモアの第2代メルバーン子爵 (2nd Viscount Melbourne, of Kilmore in the County of Cavan)
(1781年1月11日の勅許状によるアイルランド貴族爵位)
- キャヴァン県における第2代メルバーン卿、キルモア男爵 (2nd Lord Melbourne, Baron of Kilmore in the County of Cavan)
(1770年6月8日の勅許状によるアイルランド貴族爵位)
- ダービー州におけるメルバーンの第2代メルバーン男爵 (2nd Baron Melbourne, of Melbourne in the County of Derby)
(1815年8月11日の勅許状による連合王国貴族爵位)
- (ハートフォードシャーにおけるブロケット・ホールの)第3代準男爵 (3rd Baronet "of Brocket Hall in Hertfordshire")
(1755年の勅許状によるグレートブリテン準男爵位)

### その他
- 1827年、枢密顧問官（PC）[4]
- 1841年2月25日、王立協会フェロー（FRS）[60]

## メルバーン子爵を演じた人物

### 映画
- オットー・トレスラー（ドイツ語版）：ドイツ映画『女王さまはお若い』(1936年)[61]
- H.B.ワーナー（英語版）：イギリス映画『Victoria the Great』(1937年)[61]
- フレデリック・レスター（英語版）：イギリス映画『The Prime Minister』(1941年)[61]
- カール・ルートヴィヒ・ディール（ドイツ語版）：オーストリア映画『女王さまはお若い』(1954年)[61]
- ジョン・フィンチ：イギリス映画『レディ・カロライン』(1972年)[61]
- ポール・ベタニー：イギリス映画『ヴィクトリア女王 世紀の愛』(2009年)[61]

### ドラマ
- ルーファス・シーウェル：「女王ヴィクトリア 愛に生きる」（2016年）